# Чифлик (община Ибрахимово)
Вижте пояснителната страница за други значения на Чифлик.
Чифлик (на македонска литературна норма: Чифлик) е село в община Ибрахимово (Петровец) на Северна Македония.

## География
Селото се намира на 16 километра югоизточно от столицата Скопие в източния дял на Скопската котловина в областта Блатия от лявата страна на магистралата Скопие - Велес.

## История
Селото се води като отделно селище от 2014 година.